# Großsteingrab Venslev Marker 10
Das Großsteingrab Venslev Marker 10 war eine megalithische Grabanlage der jungsteinzeitlichen Nordgruppe der Trichterbecherkultur im Kirchspiel Ferslev in der dänischen Kommune Frederikssund. Es wurde um 1863 zerstört.

## Lage
Das Grab lag nordwestlich von Venslev und östlich des Hofs Purshøjgård. In der näheren Umgebung gibt bzw. gab es zahlreiche weitere megalithische Grabanlagen.

## Forschungsgeschichte
Um 1863 wurde das Grab zerstört. Im Jahr 1873 führten Mitarbeiter des Dänischen Nationalmuseums eine Dokumentation der Fundstelle durch. Zu dieser Zeit waren keine baulichen Überreste mehr auszumachen.

## Beschreibung
Die Anlage besaß eine runde Hügelschüttung unbekannter Größe. Von der Umfassung waren um 1863 noch vier oder fünf Steine erhalten. Die Grabkammer ist wohl als Dolmen anzusprechen. Zu ihrer Orientierung und ihren Maßen liegen keine Angaben vor. Die Kammer bestand aus mindestens drei Wandsteinen und einem Deckstein.